# 마세라티 MC20
마세라티 MC20(영어: Maserati MC20)은 마세라티에서 2020년부터 생산 중인 스포츠카다. 차명인 MC20은'Maserati Corse 2020'의 줄임말이다.
MC20의 데뷔는 당초 2020년 5월로 예정되어 있었지만,브랜드 재설계와 함께 모데나에서 2020년 9월로 일정이 변경되었다.

## 변형 차종

### MC20 첼로 (2022년~현재)

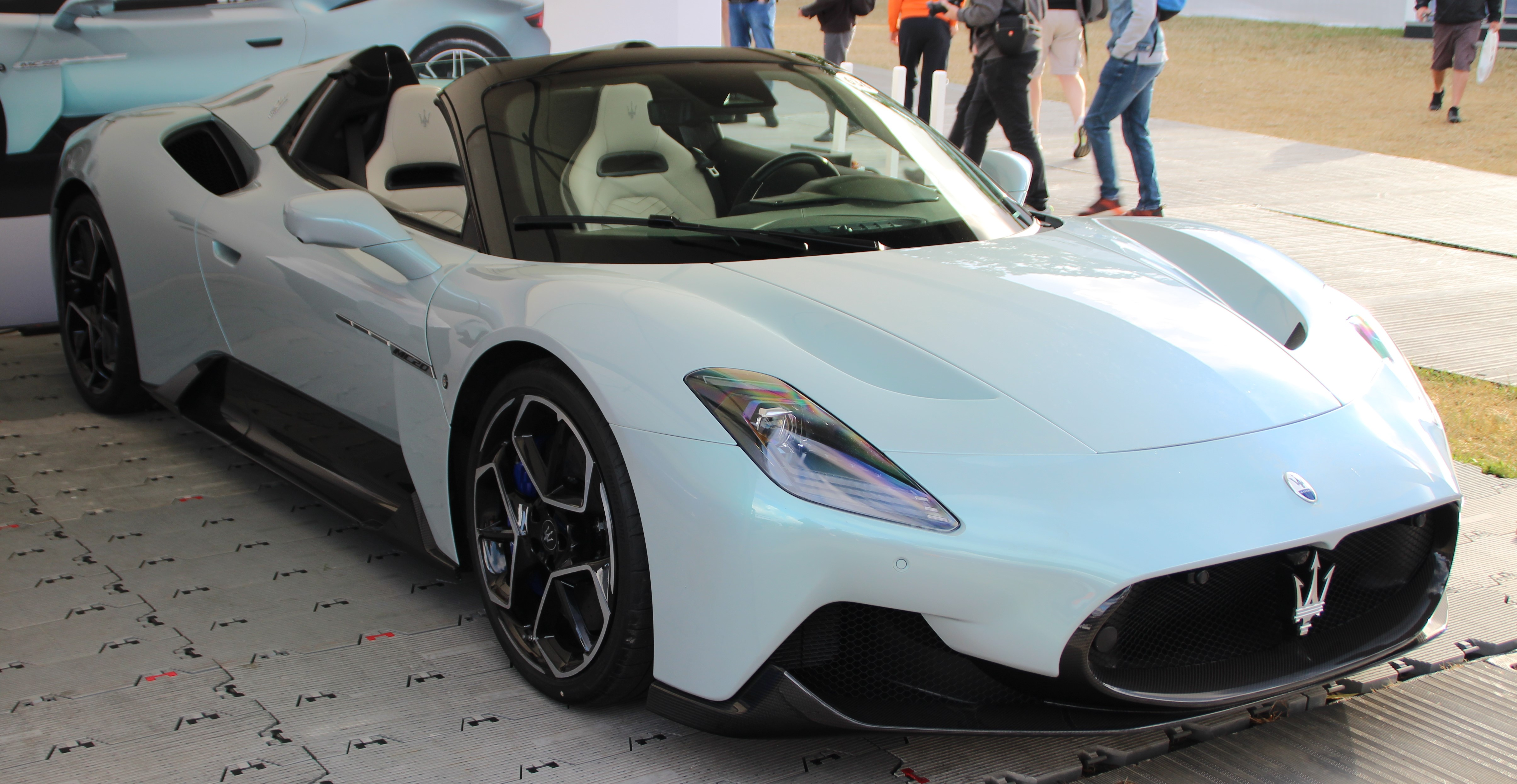
MC20 첼로

2022년 5월에 공개된 MC20의 컨버터블 모델이다. 쿠페 모델과 동일한 3.0L 트윈 터보 V6와 스타일을 갖추고 있지만 전기 변색 유리 탑이 있는 2피스 접이식 하드탑이 추가되었다. 루프 시스템의 중량은 65 kg (143 lb)이 추가되었으며 루프 시퀀스의 접고 펼치는 데 12초밖에 걸리지 않는다.

### MCX트레마 (2023년)
2023년 8월에 출시된 마세라티 MC20의 트랙 전용 파생 모델로, 상당한 중량 절감과 더욱 진보된 공기 역학을 갖추고 있다. MC20에서 발견되는 Nettuno 엔진도 더 많은 출력을 생성하기 위해 교체되었다. 이 차량을 구매하는 고객은 마세라티의 맞춤형 제작 프로그램을 통해 차량을 맞춤 설정할 수 있으며, 생산 대수는 62대이다.

### 이코나 (2024년)
2004년에 출시된 MC12 스트라달레의 도장과 색상을 연상시킨다.

### 레젠다 (2024년)
마세라티 MC12 GT1의 도장과 색상을 연상시킨다.

## 비디오 게임에서의 등장
- 아스팔트 8: 에어본
- 아스팔트 9: 레전드